# DR2 (rete televisiva)
DR2 è una stazione televisiva danese. Fa parte della DR, l'azienda radiotelevisiva pubblica della Danimarca.
Il canale è stato lanciato nel 1996 come canale satellitare e via cavo.
All'inizio questo doppio sistema di trasmissione fu visto in maniera molto controversa in quanto, tale forma, fu ritenuta come una violazione dei principi del servizio pubblico dato che il canale non raggiungeva tutti i telespettatori. La causa della critica fu il fatto che la DR ebbe effettivamente la disponibilità dello spettro a banda larga soltanto per le trasmissioni terrestri in quanto, questo, era stato riservato per i test di trasmissione digitale. La copertura di meno del 100% della popolazione unita alle idee degli "intellettuali" provocò valutazioni così basse che a sua volta essa si guadagnò il soprannome di "canale segreto" nonostante il rammarico del direttore generale che spingeva per una linea editoriale denominata "il mio canale" (nel senso di programmi appetibili individualmente, non per tutta la famiglia come, presumibilmente, DR1).
La situazione fu finalmente risolta il 31 marzo 2006 con l'avvio delle trasmissioni sul digitale terrestre.
Il secondo canale danese è più simile al britannico BBC Four, in quanto la sua produzione principale è basata sulle commedie sperimentali, sui documentari e sui programmi di approfondimento informativo. Essa si è anche guadagnata molti elogi per gli spettacoli di alta qualità, soprattutto nella prima categoria, con serie come Casper & Mandrilaftalen e Drengene fra Angora. Trasmette anche molte produzioni inglesi, ad esempio polizieschi come Prime Suspect.
Altri programmi trasmessi da DR2 sono The Power of Nightmares (denominata in danese Frygtens politik) e The Great Global Warming Swindle.
Ogni sabato DR2 trasmette il bollettino di notizie in lingua groenlandese Nyheder fra Grønland, prodotto da KNR.
Dopo l'introduzione della televisione digitale in Danimarca (e la chiusura di tutti i canali analogici ad eccezione di quelli trasmessi via cavo), dal 1º novembre 2009 DR2 viene trasmesso attraverso lo standard MPEG4. Da tale data DR2 raggiunge tutto il paese ed anche il lato orientale del mare di Øresund nella Svezia meridionale.
Nel 2013, il canale televisivo danese è stato rinominato e convertito in un canale all-news con l'inserimento di notiziari ogni ora e di programmi d'attualità.

## Loghi

Logo utilizzato dal 2005 al 2009
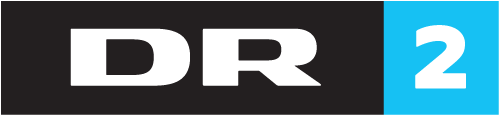
Logo utilizzato dal 2013 al 2018
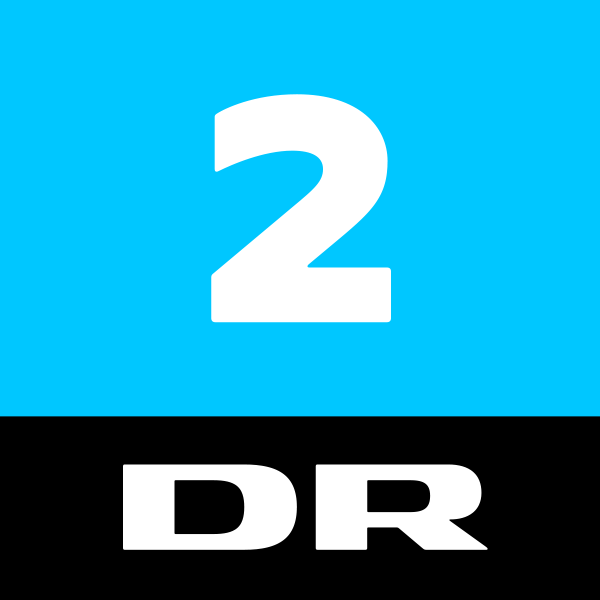
Logo utilizzato dal 2018 al 2020